# さいたま市立大宮別所小学校
さいたま市立大宮別所小学校（さいたましりつ おおみやべっしょしょうがっこう）は、埼玉県さいたま市北区にある公立小学校。

## 歴史
隣接する大宮市立宮原小学校の児童数の増加により、学区分割が行われ、校内に大宮市立別所小学校として設立された。宮原小学校の校庭に仮設されたプレハブ校舎で開校した。現所在地で校舎が完成したことにより1974年6月に移転した。

### 沿革
- 1974年（昭和49年）
  - 4月1日 - 大宮市立宮原小学校内に「大宮市立別所小学校」として開校する[1]。
  - 6月9日 - 現在地の校舎に移転。この日を開校記念日とする。
  - 8月9日 - プールが竣工する。
  - 11月8日 - 校舎が落成され、開校式を挙行する。
- 1975年（昭和50年）5月25日 - 校旗、校歌を制定する。
- 1978年（昭和53年）1月5日 - 校舎を増築（普通教室8）竣工する。
- 1979年（昭和54年）11月19日 - 校舎を増築（普通教室4、特別教室4）竣工する。
- 1981年（昭和56年）3月18日 - 体育館が落成される。
- 1983年（昭和58年）6月10日 - 創立10年を迎え記念式典を挙行する。
- 1989年（平成元年）12月1日 - 校庭が全面改修される。
- 1993年（平成5年）6月28日 - 創立20周年を迎え記念式典を挙行する。
- 1995年（平成7年）1月31日 - コンピューター教室が新設される。
- 1998年（平成10年）9月16日 - 空調機設置工事を行なう。
- 2000年（平成12年）6月2日 - プールサイド改修工事を行なう。
- 2001年（平成13年） 
  - 1月19日 - 宇宙飛行士若田光一の記念壁画が改修される。
  - 1月22日 - 若田光一が本校に来校する[1]。
  - 5月1日 - 浦和市、与野市との合併に伴い、校名がさいたま市立大宮別所小学校に改称される（旧浦和市にも別所小があるため）。
- 2003年（平成15年）10月31日 - 創立30周年を迎え記念式典を挙行する。記念事業の一環として3月15日に体育館の緞帳が新調される。
- 2005年（平成17年）2月6日 - NHK「課外授業 ようこそ先輩」が放映され、若田光一と共に本校児童が出演する[1]。
- 2006年（平成18年）1月10日 - 学校警備員が配置される。
- 2009年（平成21年） 
  - 5月11日 - 体育館にて国際宇宙ステーション滞在者の若田光一宇宙飛行士と当校児童11人が代表として無線交信を行った[2][1]。会場では児童及びその保護者のほか若田光一の実母も来場した。
  - 6月3日 - 総理官邸にて麻生太郎内閣総理大臣と本校児童8人が代表として参加し、国際宇宙ステーションの長期滞在者の一人である若田光一宇宙飛行士のVIPコール（交信イベント）に参加する[3][1]。
  - 9月24日 - 埼玉県学校環境緑化コンクール小学生の部良好校に認定される。
- 2010年（平成22年）
  - 3月2日 - 宇宙飛行士記念壁画が完成する。
  - 7月5日 - 若田光一が本校に来校する[1]。
  - 8月31日 - 第二校舎の耐震工事が完了する。
- 2012年（平成24年）12月7日 - 体育館の耐震工事が完了する。
- 2013年（平成25年）
  - 11月7日 - 若田光一の4度目の宇宙への任務が契機となり、本校児童とPTAが製作した第一校舎記念壁画が完成する。 また、宇宙へ飛び立つ際に若田光一を応援する会を開催する[1][4]。
  - 9月3日 - 創立40周年記念事業の一環として若田光一のモニュメントが完成披露され、お披露目式に若田光一の実母が招待される[1][4]。
  - 11月8日 - 創立40周年を迎え記念式典を挙行する。
- 2014年（平成26年）5月14日 - 地球に帰還する際に若田光一のおかえりなさい集会を開催する[1][4]。
- 2015年（平成27年）
  - 3月16日 - 太陽光パネル設置工事が完了する。
  - 11月7日 - 本校西側の宇宙飛行士若田光一の劣化した記念壁画の修復作業が行なわれ、完成披露会が開催される[1][4]。

## 校歌
作詞：宮澤章二　作曲：溝上日出夫

## 著名な卒業生
- 若田光一（宇宙飛行士）第2回卒業生（ただし、本人は卒業校に宮原小学校を選択している）